# Coleoxestia glabripennis
Coleoxestia glabripennis es una especie de escarabajo longicornio del género Coleoxestia, tribu Cerambycini, subfamilia Cerambycinae. Fue descrita científicamente por Bates en 1870.

## Descripción
Mide 17 milímetros de longitud.

## Distribución
Se distribuye por Bolivia, Brasil, Guayana Francesa y Perú.